# Liste der Einträge im National Register of Historic Places im Cherokee County (Texas)
Die Liste der Registered Historic Places im Cherokee County führt alle Bauwerke und historischen Stätten im texanischen Cherokee County auf, die in das National Register of Historic Places aufgenommen wurden.

## Aktuelle Einträge
| Lfd. Nr. | Name im NRHP                             | Bild | Datum der Eintragung | Adresse/Lage                                                                   | Ort          | NRHP-ID  | Beschreibung |
| -------- | ---------------------------------------- | ---- | -------------------- | ------------------------------------------------------------------------------ | ------------ | -------- | ------------ |
| 1        | Aber and Haberle Houses                  |      | 21. Aug. 1984        | 823 and 833 S. Bolton St.                                                      | Jacksonville | 84001630 |              |
| 2        | George C. Davis Site (Boundary Increase) |      | 15. Nov. 1979        | Zum Schutz der historischen Stätte wird die Adresse/Lage nicht bekanntgegeben. | Alto         | 79003449 |              |
| 3        | George C. Davis Site                     |      | 15. Okt. 1970        | Zum Schutz der historischen Stätte wird die Adresse/Lage nicht bekanntgegeben. | Alto         | 70000742 |              |
| 4        | Jacksonville Post Office                 |      | 14. Jan. 2004        | 402 E. Rusk St.                                                                | Jacksonville | 03001417 |              |
| 5        | James I. and Myrta Blake Perkins House   |      | 25. Juli 2002        | 303 E. 5th St.                                                                 | Rusk         | 02000823 |              |
| 6        | William Walter Newton House              |      | 15. Juli 1982        | 401 N. Bolton St.                                                              | Jacksonville | 82004496 |              |